# Jarl Eklund
Jarl Eklund (né le 20 février 1876 à Kirkkonummi - décédé le 30 août 1962 à Helsinki) est un architecte finlandais.

## Biographie

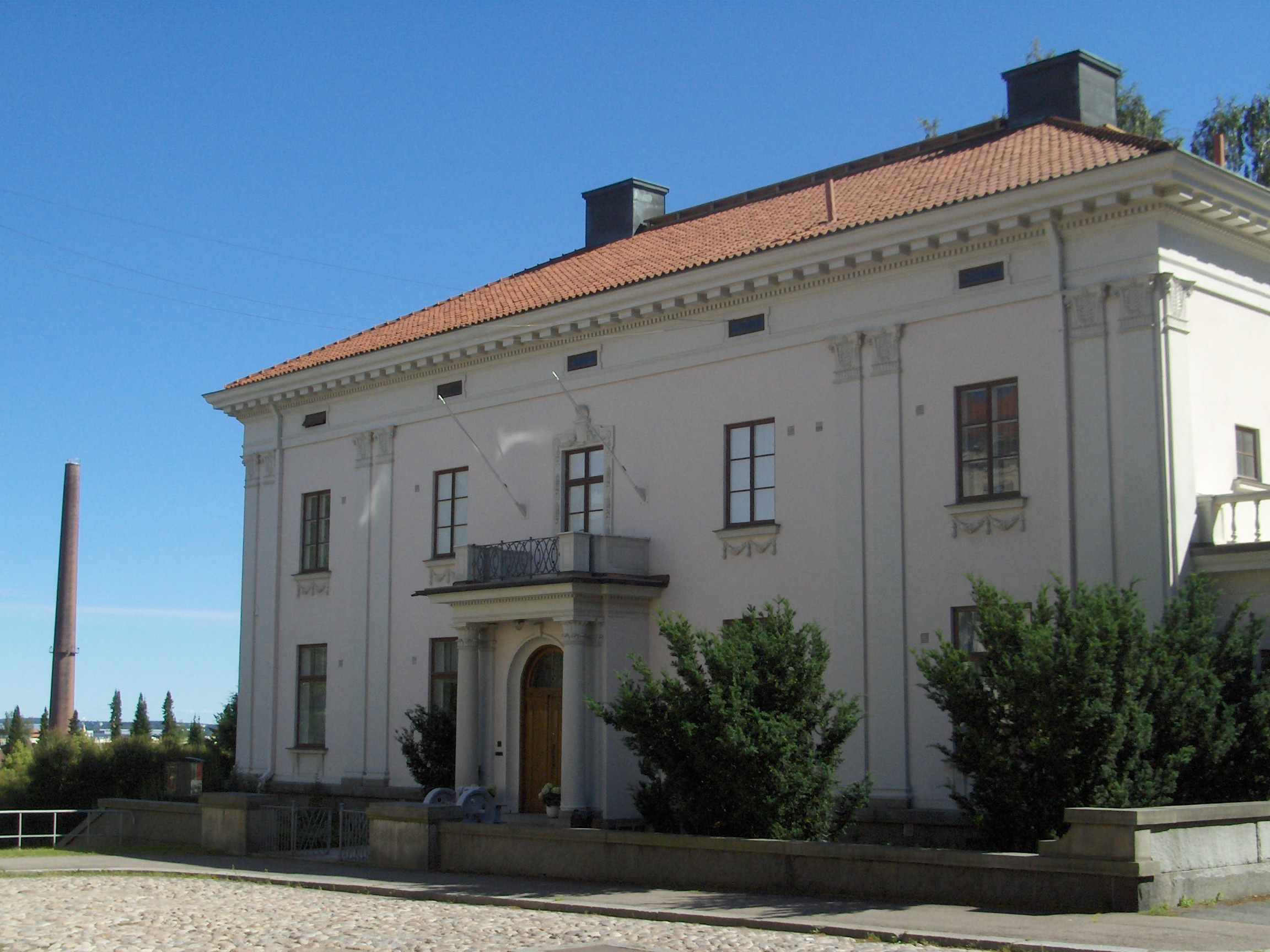
Château de Pyynikki, actuel Musée Emil Aaltonen.

En 1899, Eklund reçoit son diplôme d'architecte de École supérieure technique.
Il travaille alors successivement avec Gustaf Nyström, pour le Cabinet Gesellius-Lindgren-Saarisen puis pour Direction des bâtiments de Finlande.
En 1905, il ouvre son propre cabinet d'architecte.
Eklund a conçu principalement des bâtiments industriels, des manoirs et des maisons individuelles.

## Ouvrages
Ses ouvrages les plus connus sont :

### àHelsinki
- Ehrensvärdintie 3, Helsinki – 1911[2]
- Engelinaukio 8, Helsinki – 1914
- Armfeltintie 8, Helsinki – 1917
- Merimiehenkatu 29, Helsinki – 1923
- Galerie d'art, Nervanderinkatu 3 – 1928
- Vuorikatu 20, Helsinki – 1938
- Merimiehenkatu 34, Helsinki – 1951

### ailleurs enFinlande
- Église de Ranua (fi) – 1914
- Manoir de Hirvihaara, Mäntsälä – 1918[3]
- Château de Pyynikki, Tampere – 1924 [4]
- Bâtiments de la Société Kemi (fi), Kemi – 1926–1928[5]
- Atelier de Pori (fi), Pori – années 1930
- Hall de tennis de Westend, Espoo - 1935
- Manoir d'Anola, Nakkila - 1937–1938
- Centrale hydroélectrique de Kolsi, Kokemäki - 1940
- Centrale hydroélectrique de Tyrvää, Tyrvää, Sastamala - 1946

## Galerie

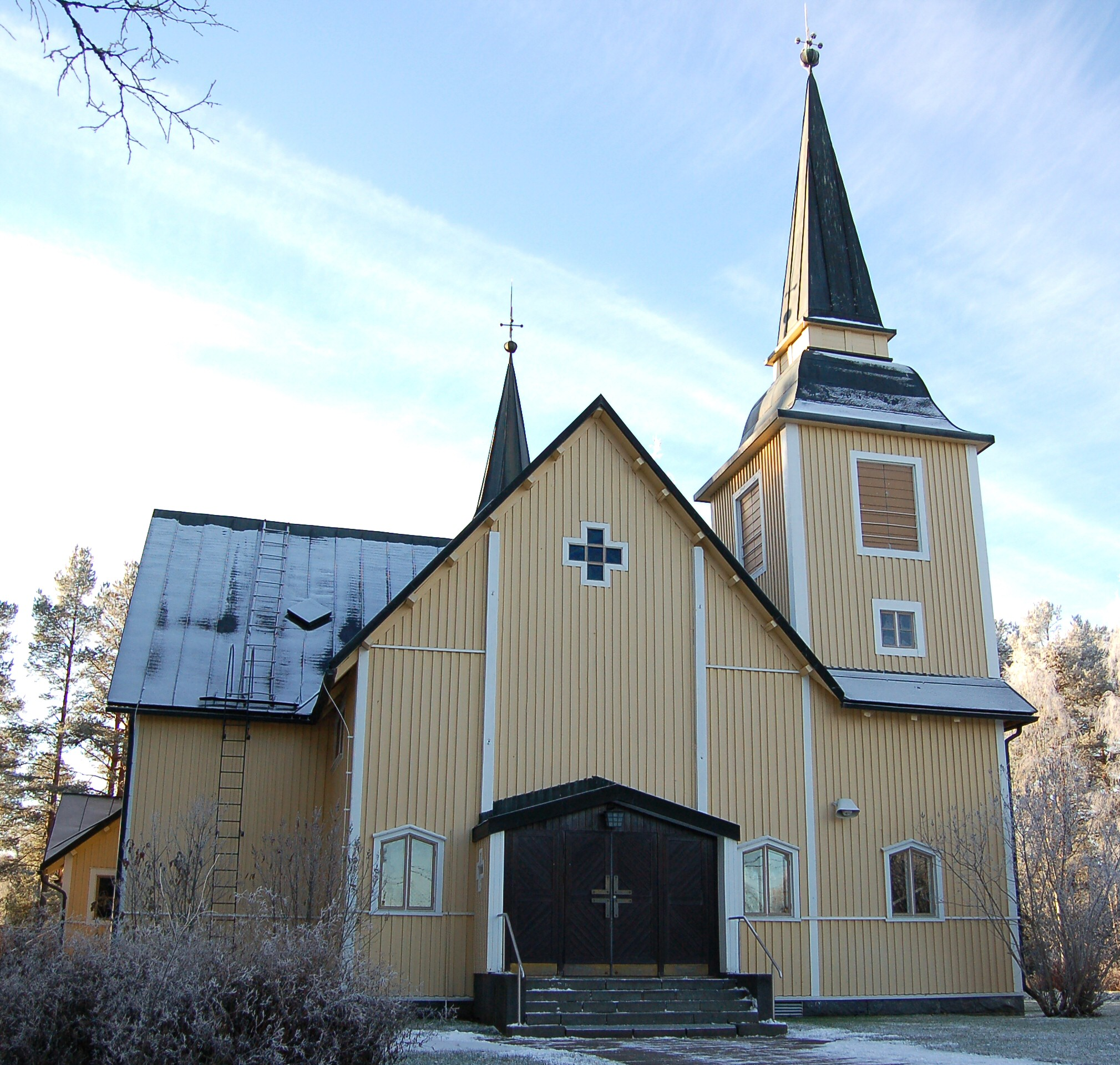
Église de Ranua (fi).
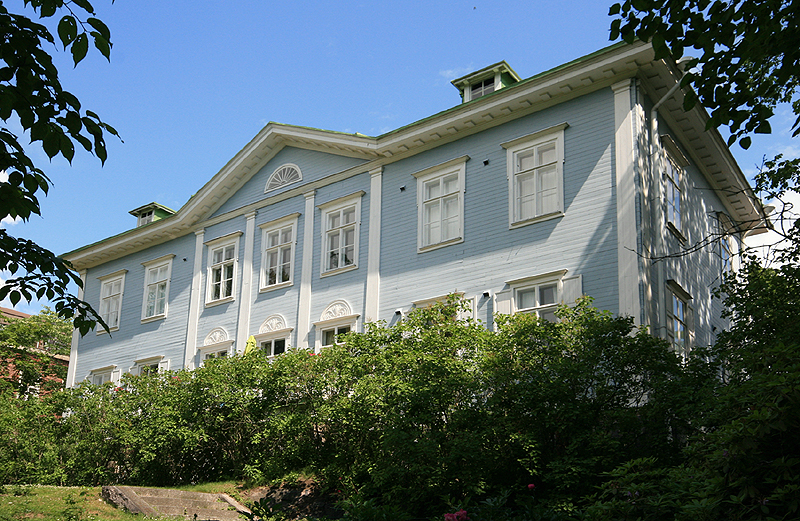
Itäinen Puistotie 8, Helsinki.
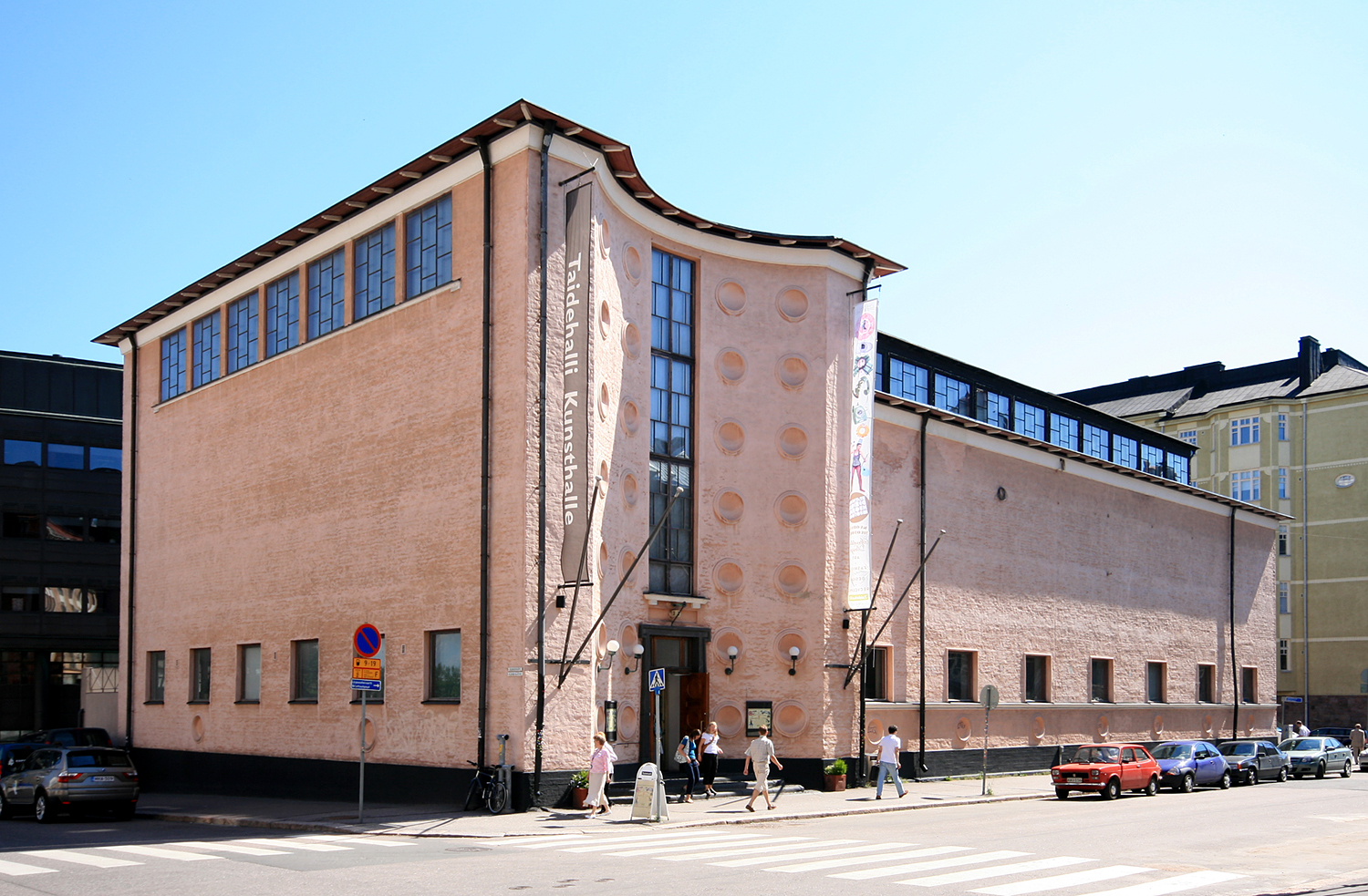
Galerie d'art d'Helsinki.
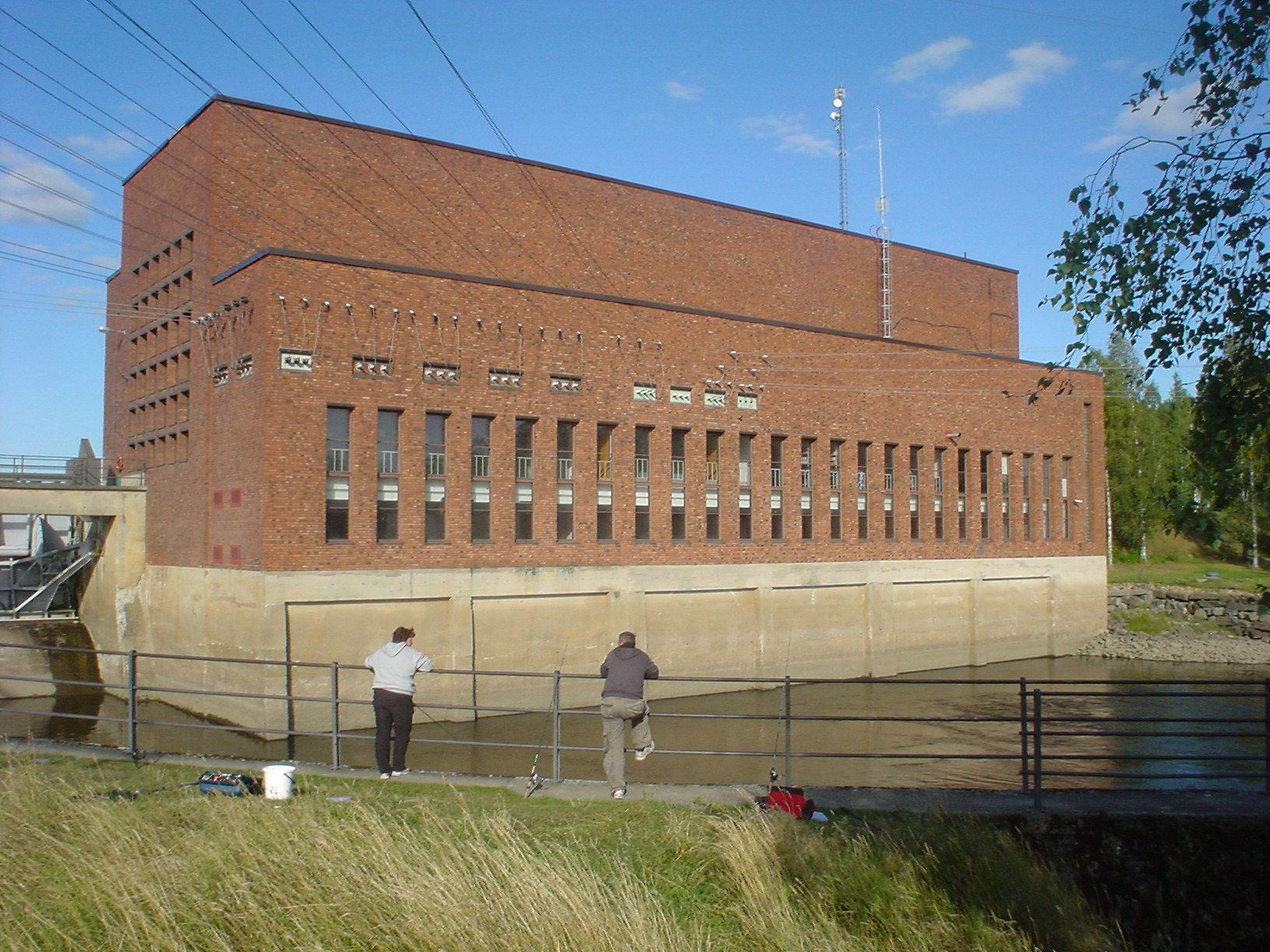
Centrale hydroélectrique de Tyrvää.